# كرشتة
كرشتة هي مدينة في مقاطعة شهريار، إيران. عدد سكان هذه المدينة هو 20,000 في سنة 2006.